# 國見町
国見町（日语：／ Kunimi machi */?）是位于福島縣伊達郡的一町。

## 外部連結
- 官方网站 （日語）